# فليكتارن
فليكتارن Flecktarn (تُلفظ بالألمانية: [ˈflɛktaʁn] ؛ «تمويه مرقش»؛ تُعرف أيضًا باسم Flecktarnmuster أو Fleckentarn) وهي عائلة من أنماط التمويه التخريبية من 3 أو 4 أو 5 أو 6 ألوان، وأكثرها شيوعًا هو نمط المكون من خمسة الوان، الذي يتكون من الأخضر الداكن والأخضر الفاتح والأسود والبني والأحمر وبني أخضر أو تان اعتمادا على الشركة المصنعة. تم تصميم النمط الألماني الأصلي ذو الخمسة ألوان للاستخدام في الأراضي الأوروبية المعتدلة للغابات. هناك تباين ثلاثي الألوان يسمى Tropentarn (المعروف سابقًا باسم Wüstentarn) مخصص للظروف القاحلة والصحراوية: كان البوندسوير الألماني يرتديها في أفغانستان.
لقد تم تبني النسخة الألمانية الأصلية ذات الألوان الخمسة ونسخها وتعديلها من قبل العديد من الدول لأنماط التمويه الخاصة بها.

## التاريخ
بدأ الجيش الألماني في تجربة أنماط التمويه قبل الحرب العالمية الثانية، واستخدمت بعض وحدات الجيش تمويه سبليترنموستر («نمط منشق»)، الذي صدر لأول مرة في عام 1931. استخدمت الوحدات القتالية من فافن إس إس أنماط مختلفة من عام 1935 فصاعدا. تم تصميم العديد من أنماط التمويه SS من قبل البروفيسور يوهان جورج أوتو شيك.

## الأنماط الحديثة

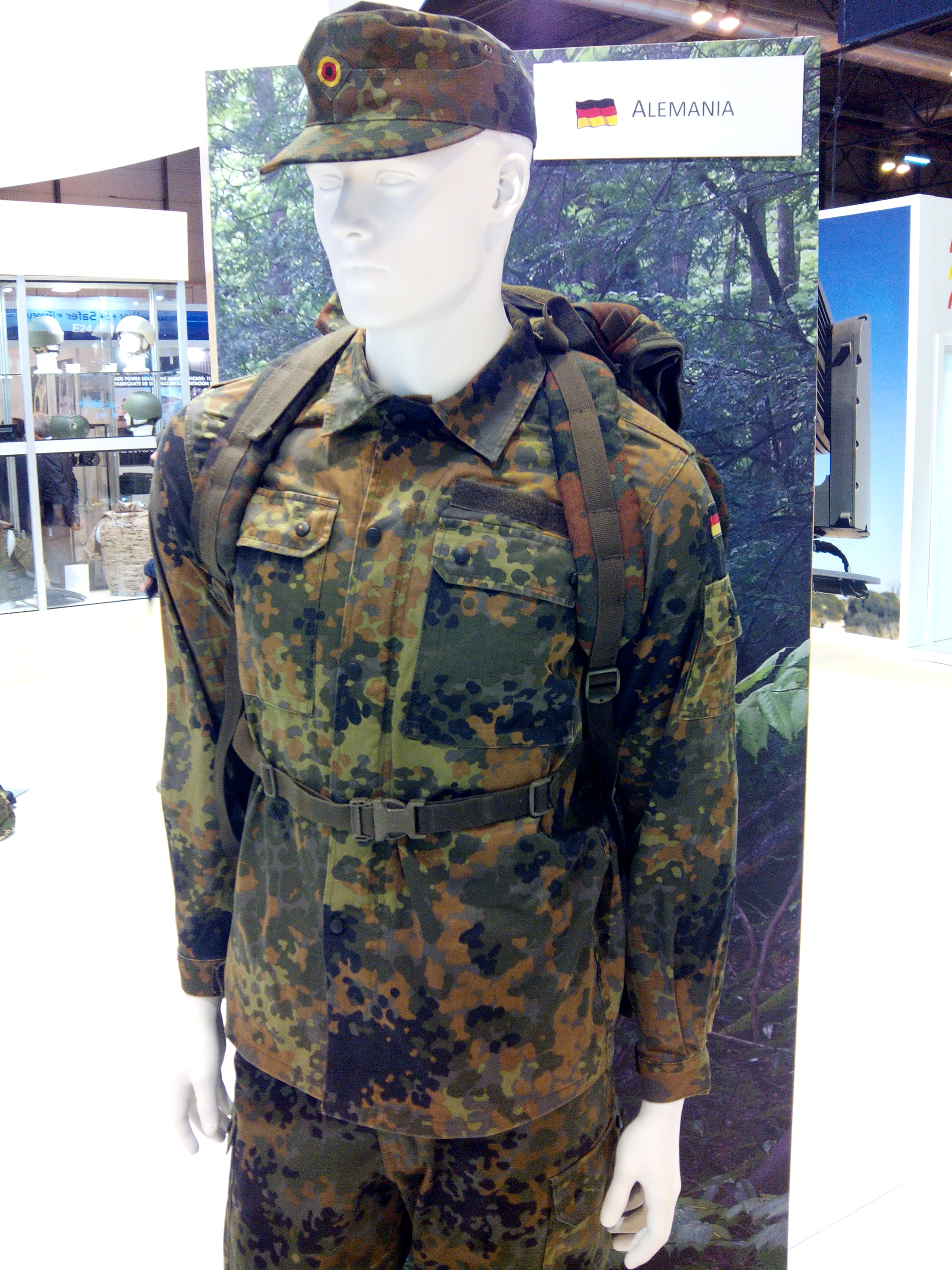
الزي الرسمي للفليكتارن الألماني في عام 2015

في عام 1976، طور البوندسوير في ألمانيا عددًا من أنماط التمويه النموذجية، ليتم اختبارها كبدائل للزي القتالي ذو اللون الواحد «الأخصر الرمادى». تم اختبار ما لا يقل عن أربعة أنماط مميزة للتمويه خلال Bundeswehr Truppenversuch 76 ("Bundeswehr Troop Trial 76"). كانت هذه تستند إلى أنماط في الطبيعة:  كان يسمى واحدًا «نقاط» أو «نقط»؛ وكان آخر يسمى «ورقة Ragged» أو "Saw Tooth Edge"؛ واستند آخر على إبر الصنوبر في فصل الشتاء. 

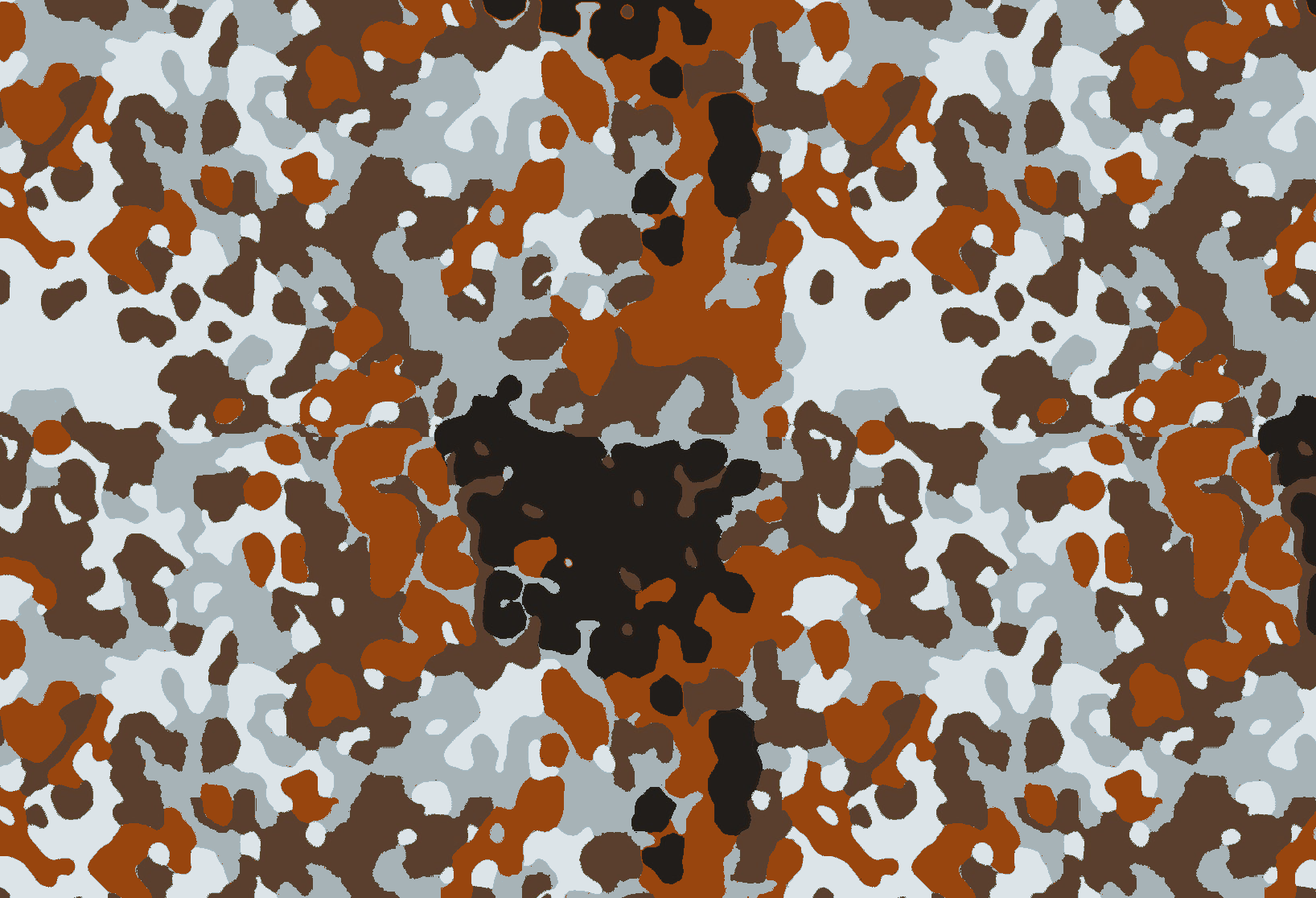
Chinese Tibetarn
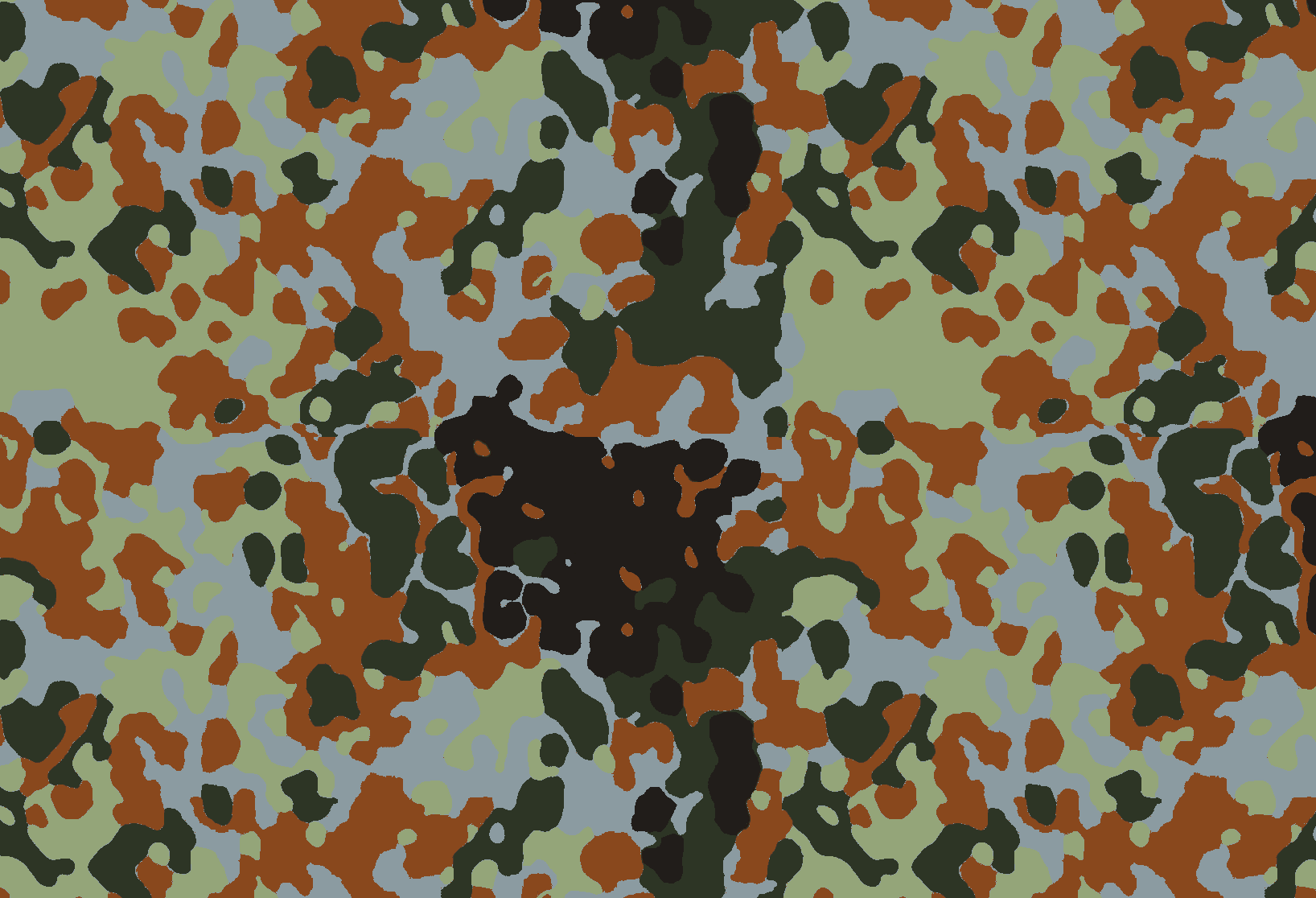
Belgian Flecktarn
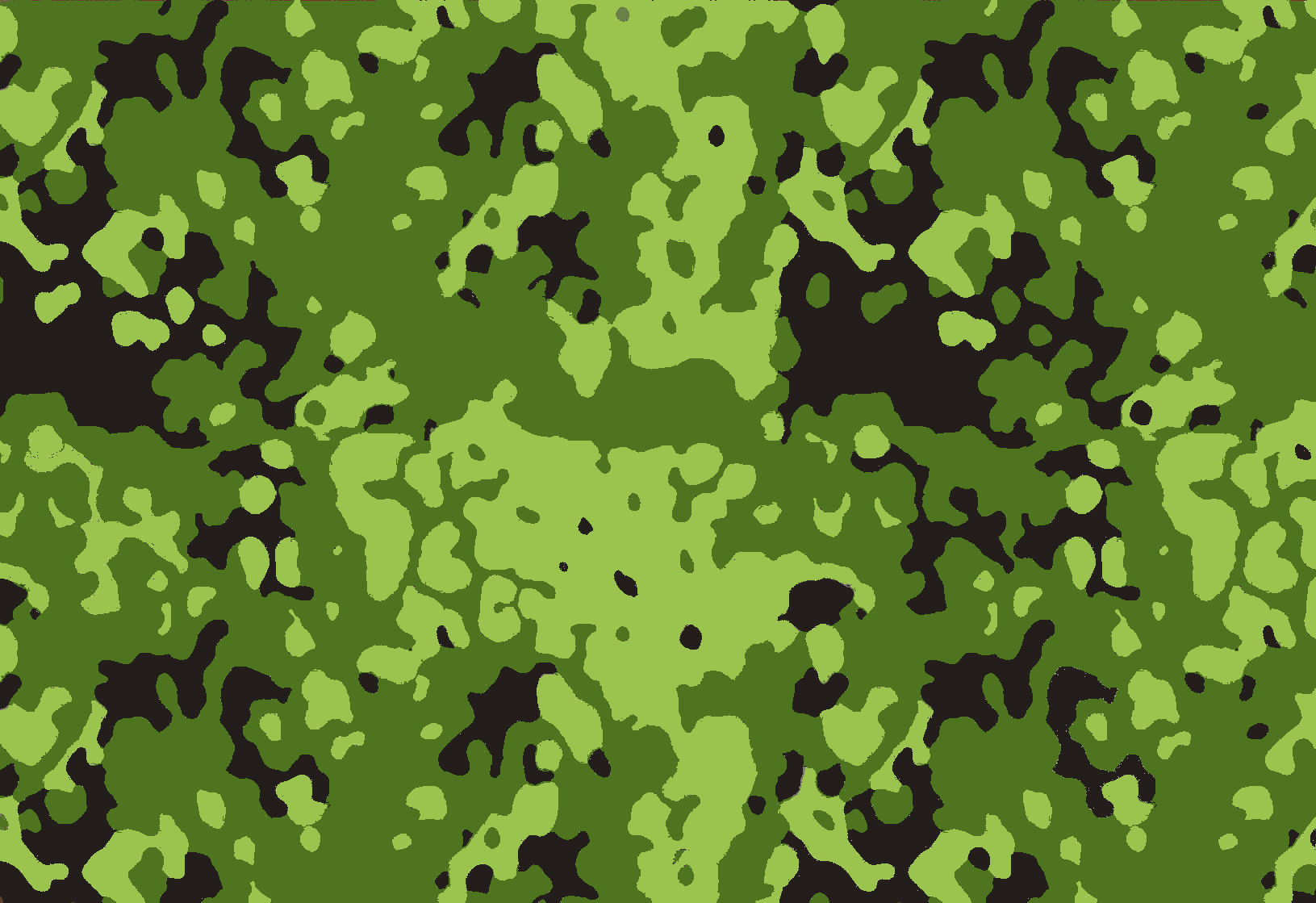
Danish M/84  [لغات أخرى]‏
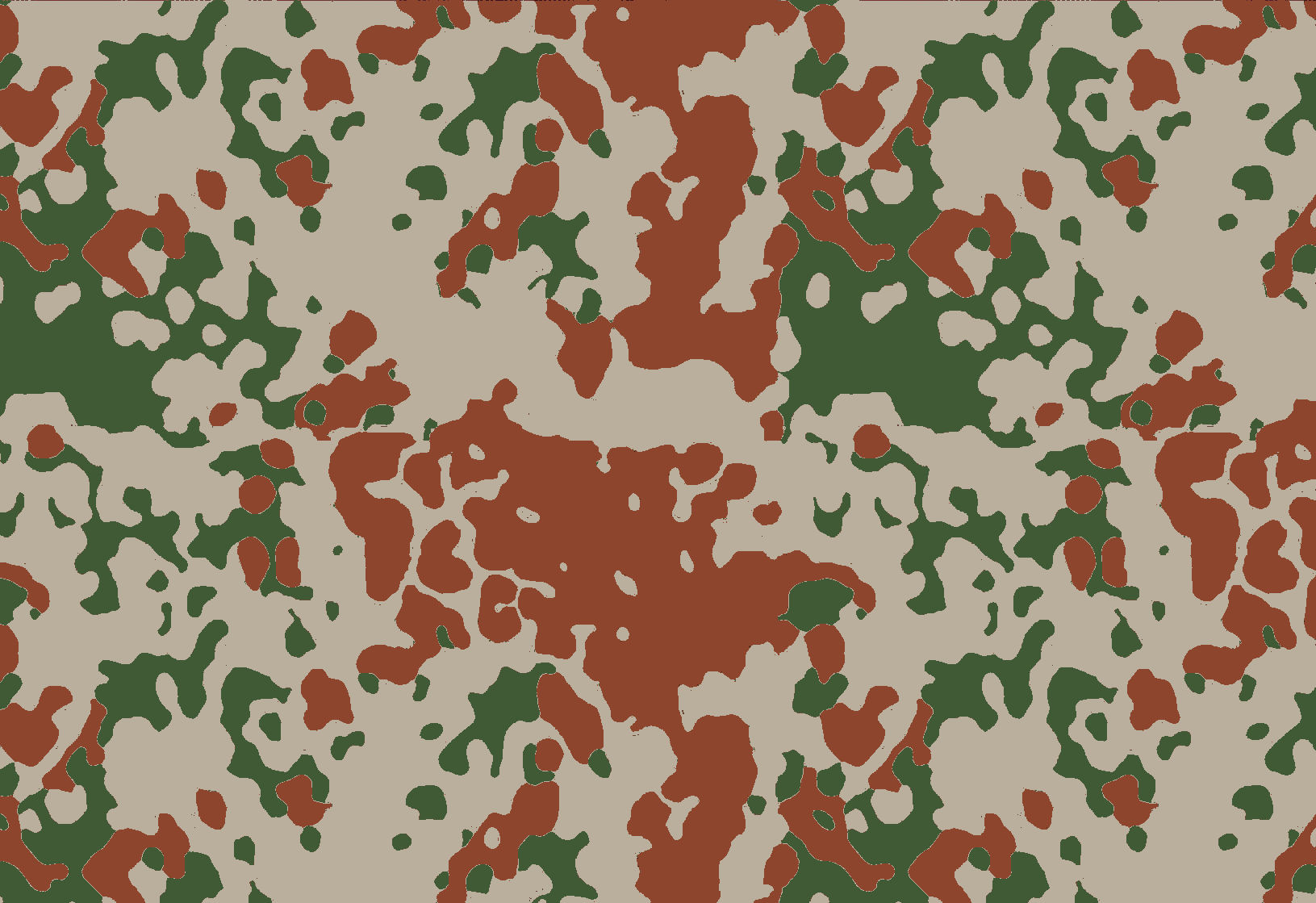
Danish M/01  [لغات أخرى]‏
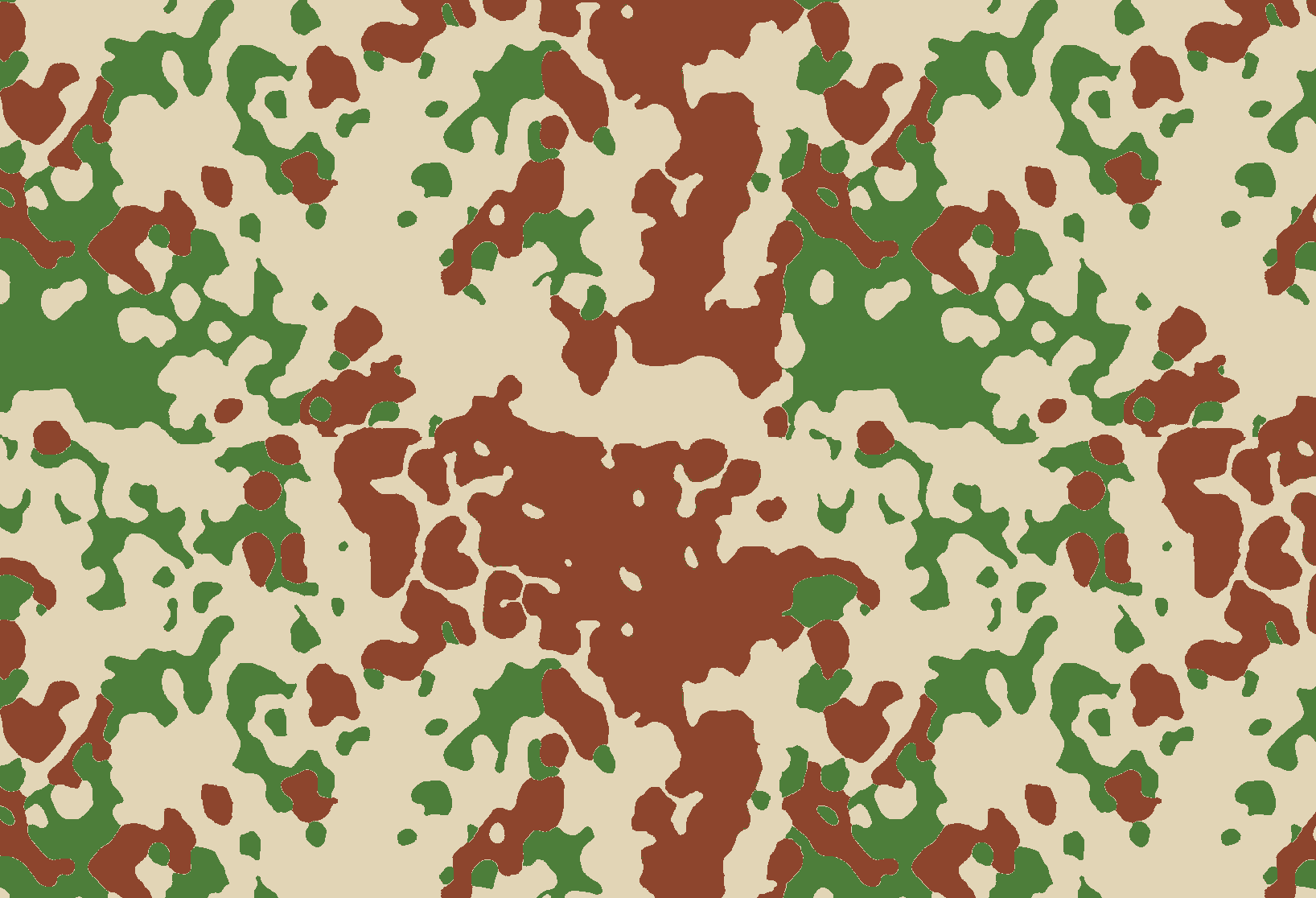
French Experimental Desert Flecktarn
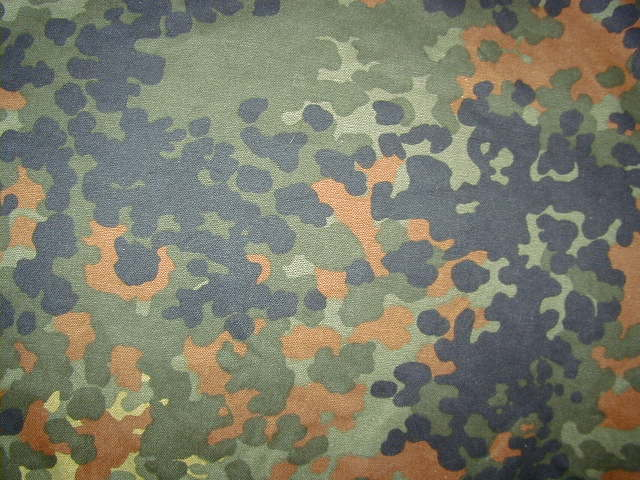
German Flecktarn
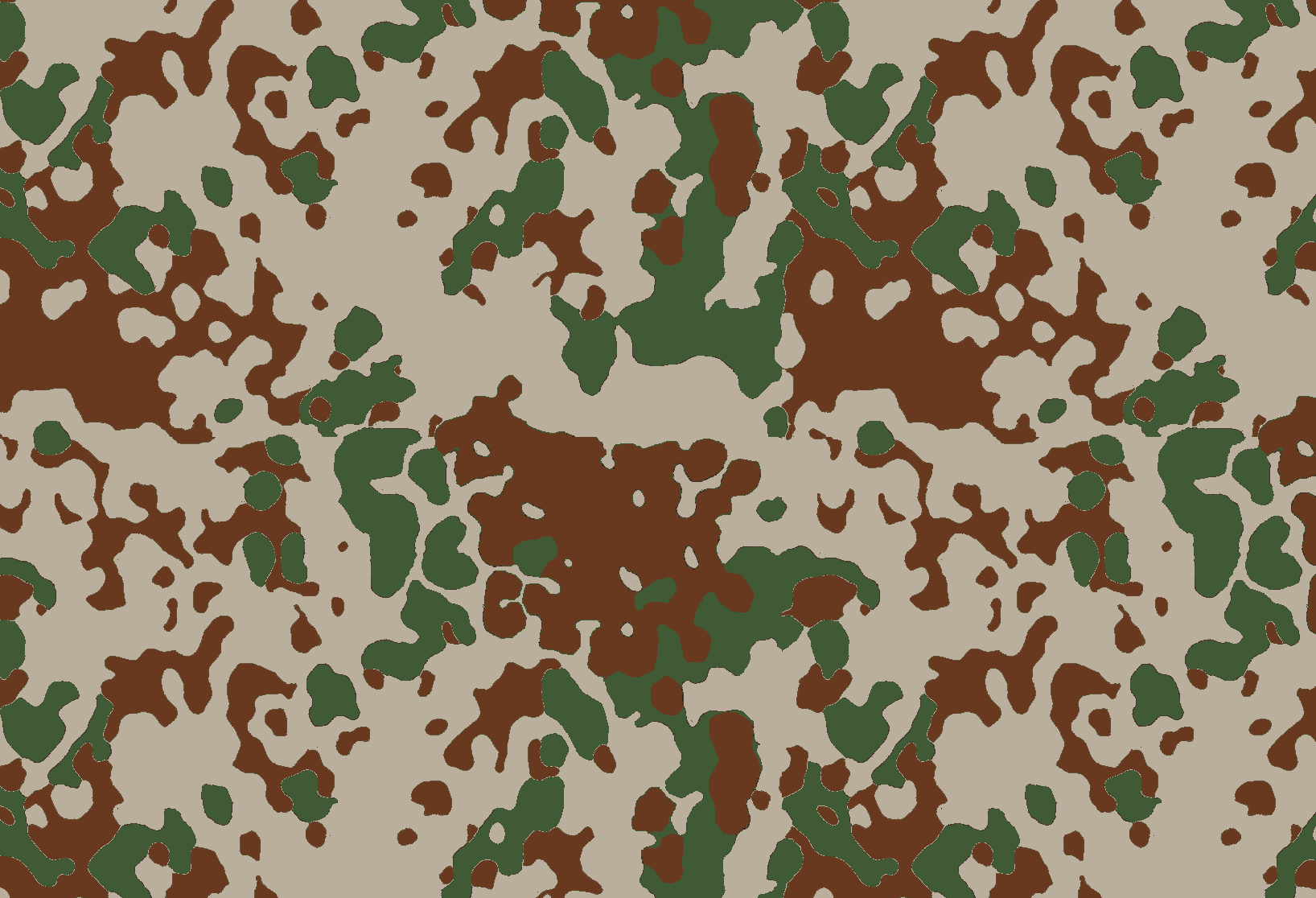
German Tropentarn
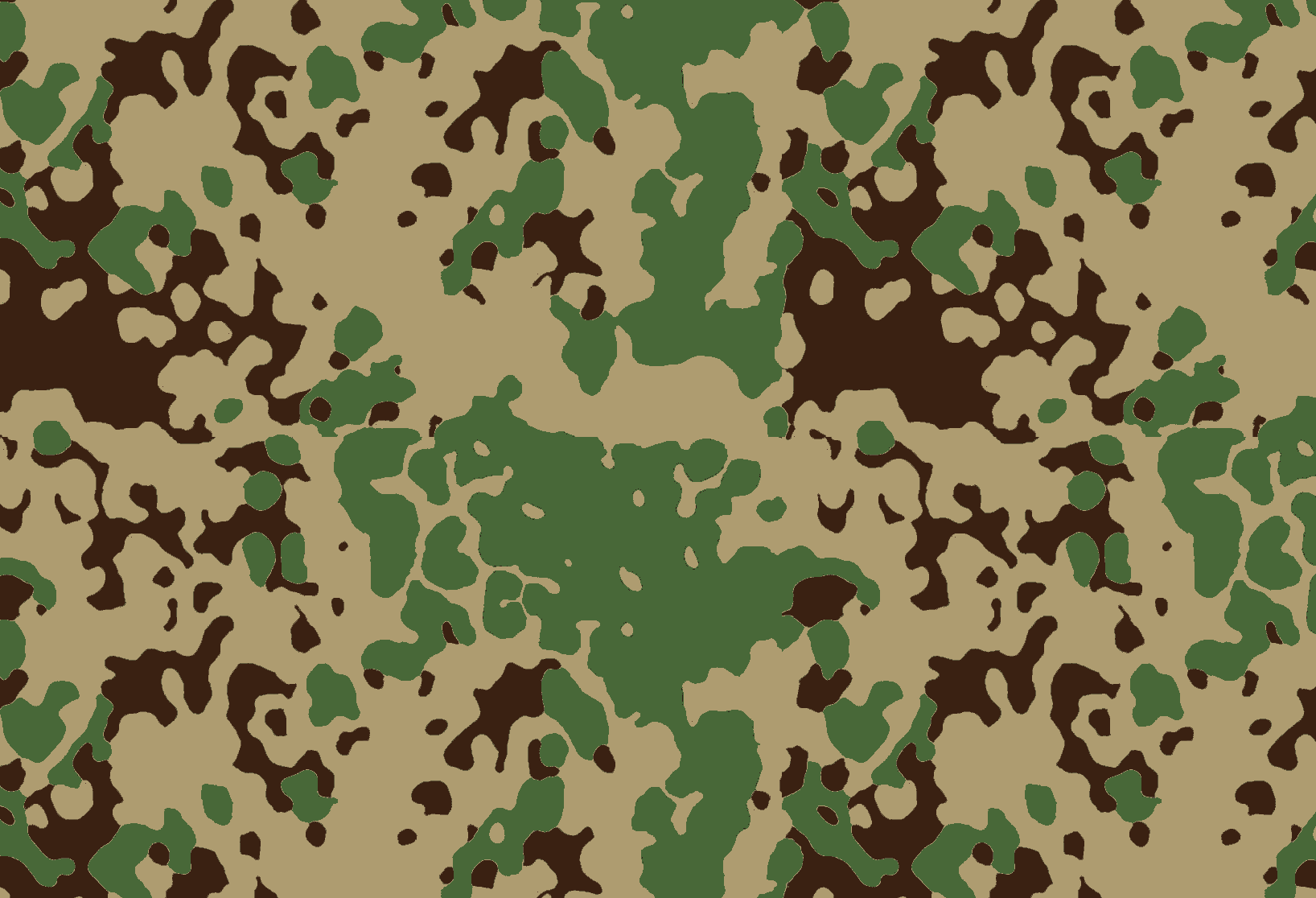
Indian Flecktarn
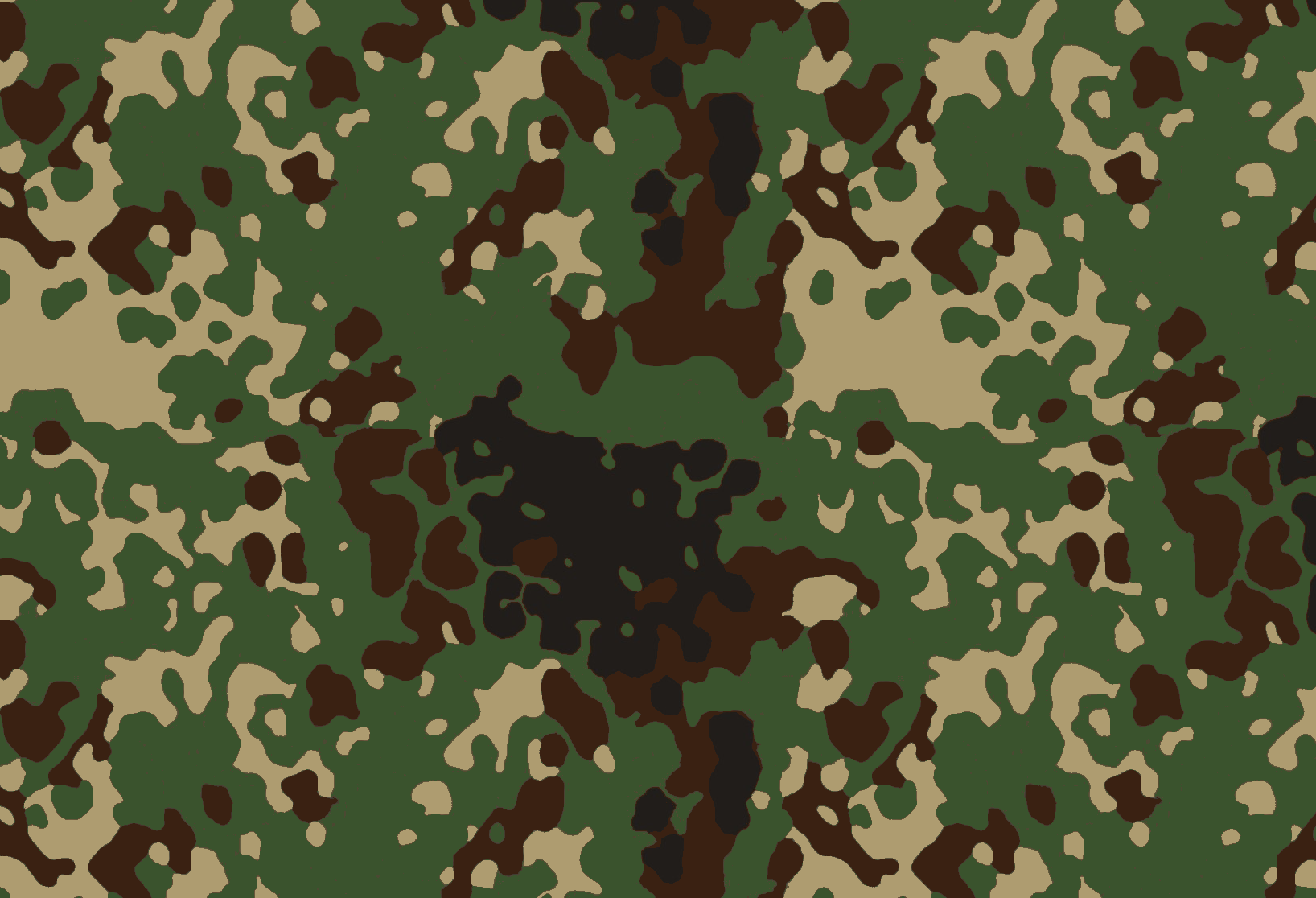
Japanese Jieitai
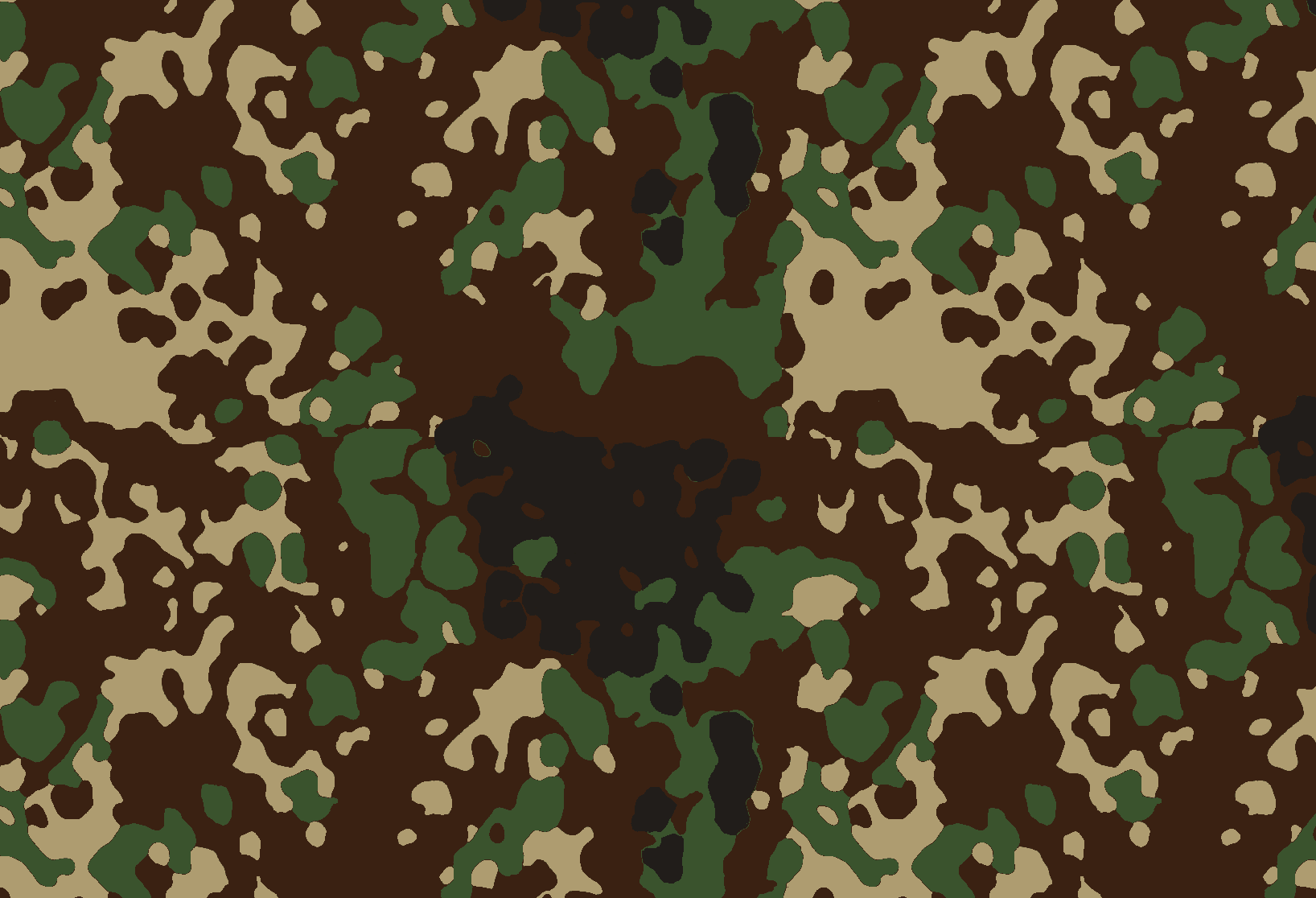
Japanese Winter Jieitai
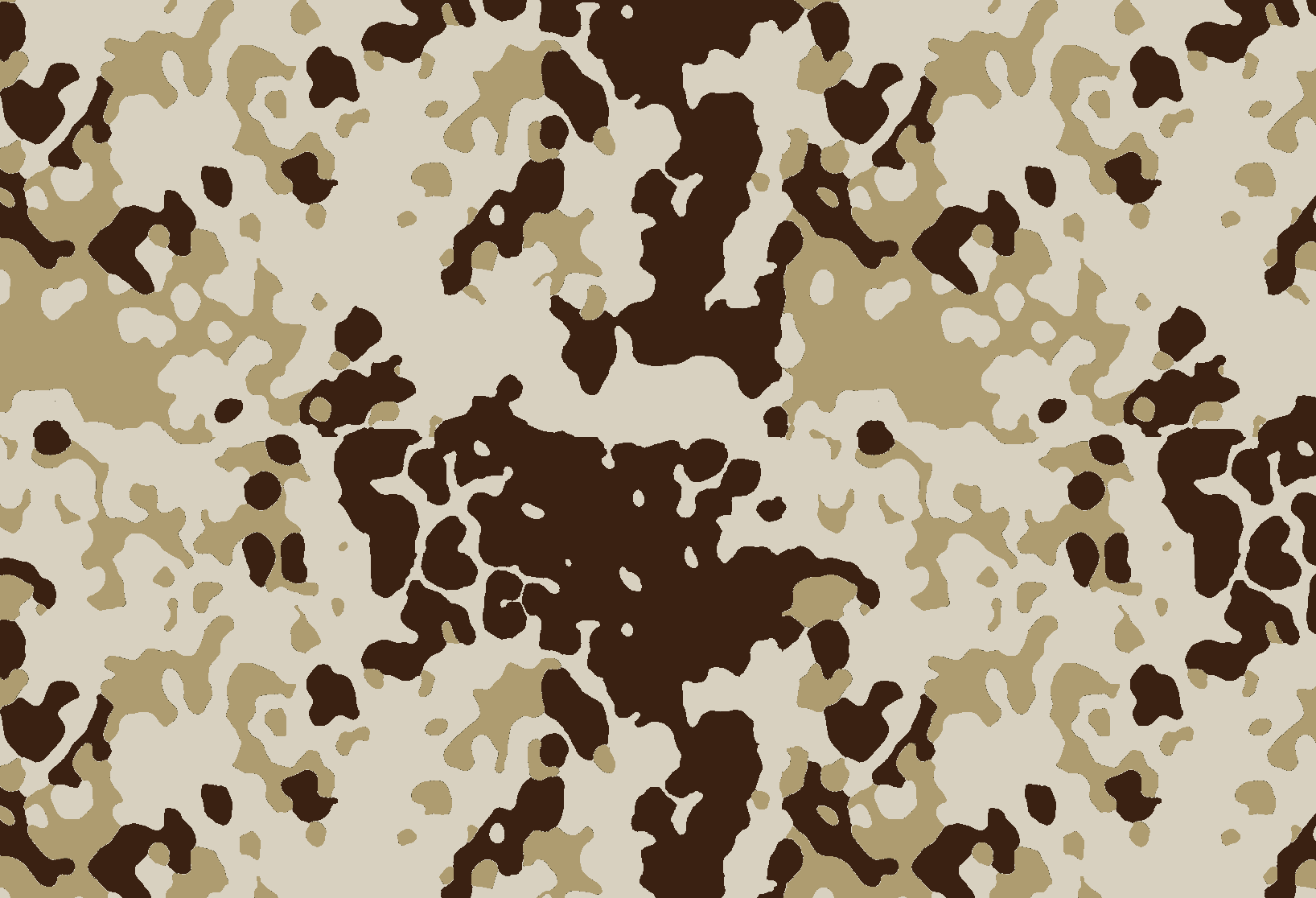
Japanese Desert Jieitai
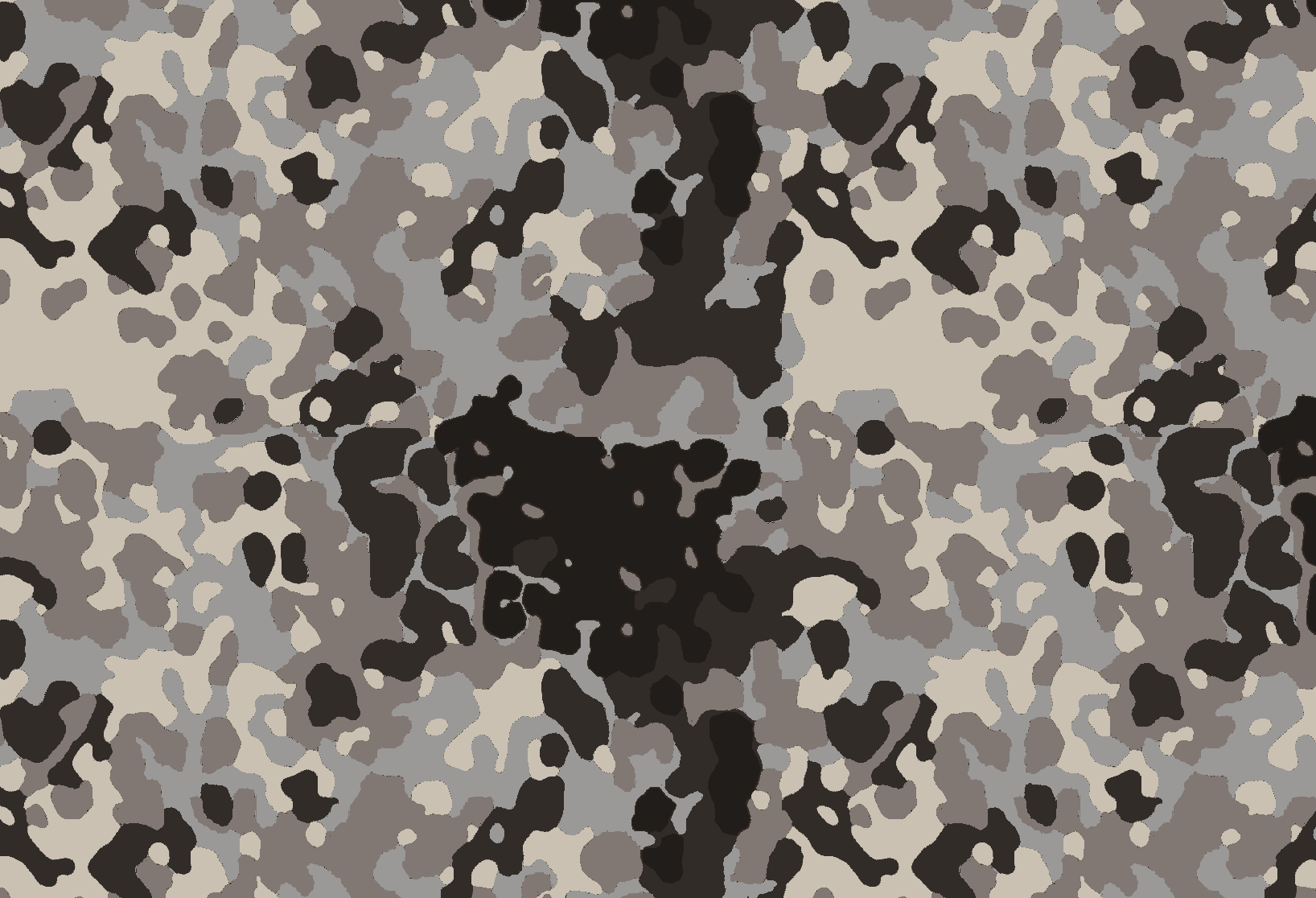
Polish Urban Flecktarn wz AT 1 PLAMIAK
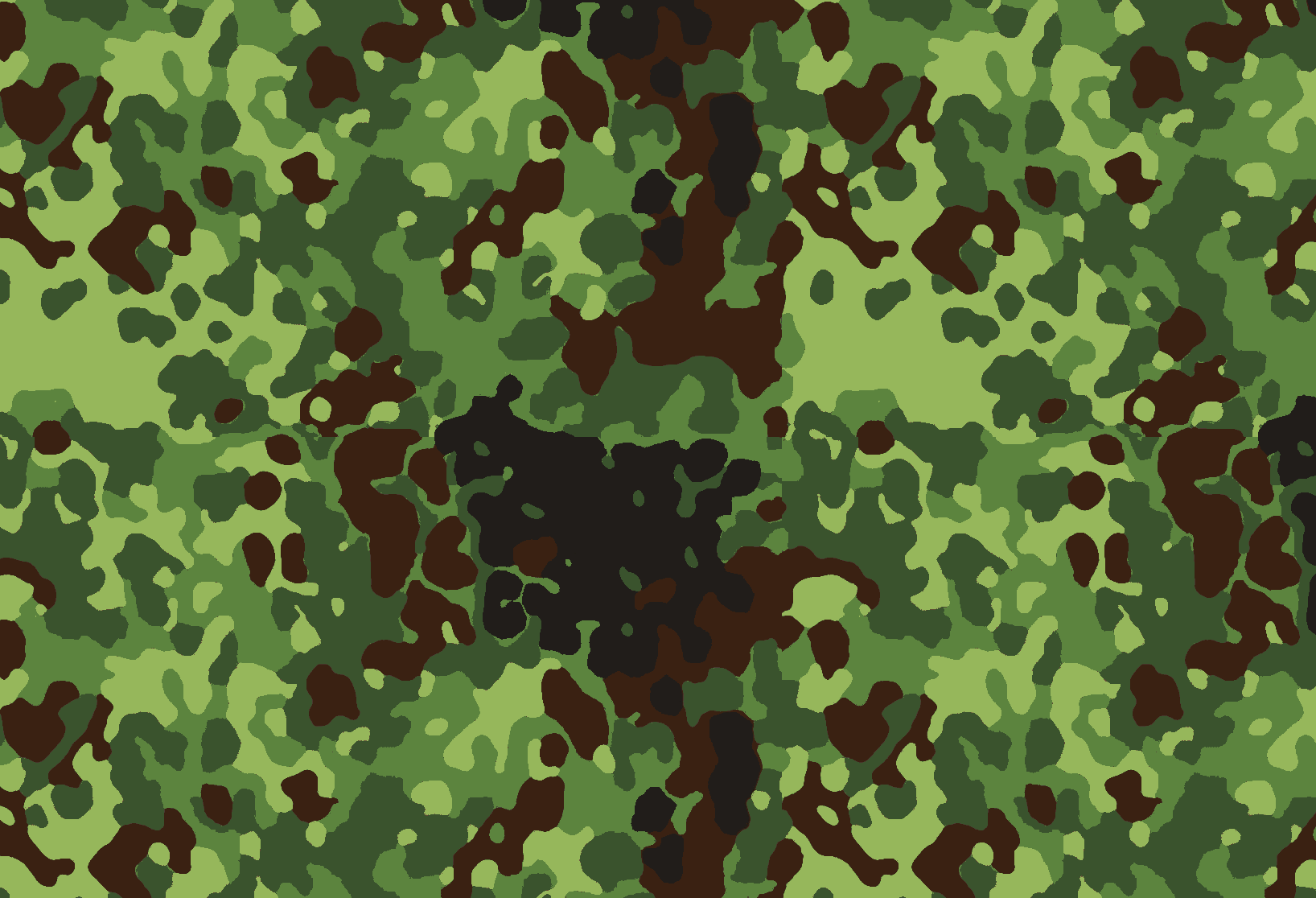
Polish Woodland Flecktarn Gepard
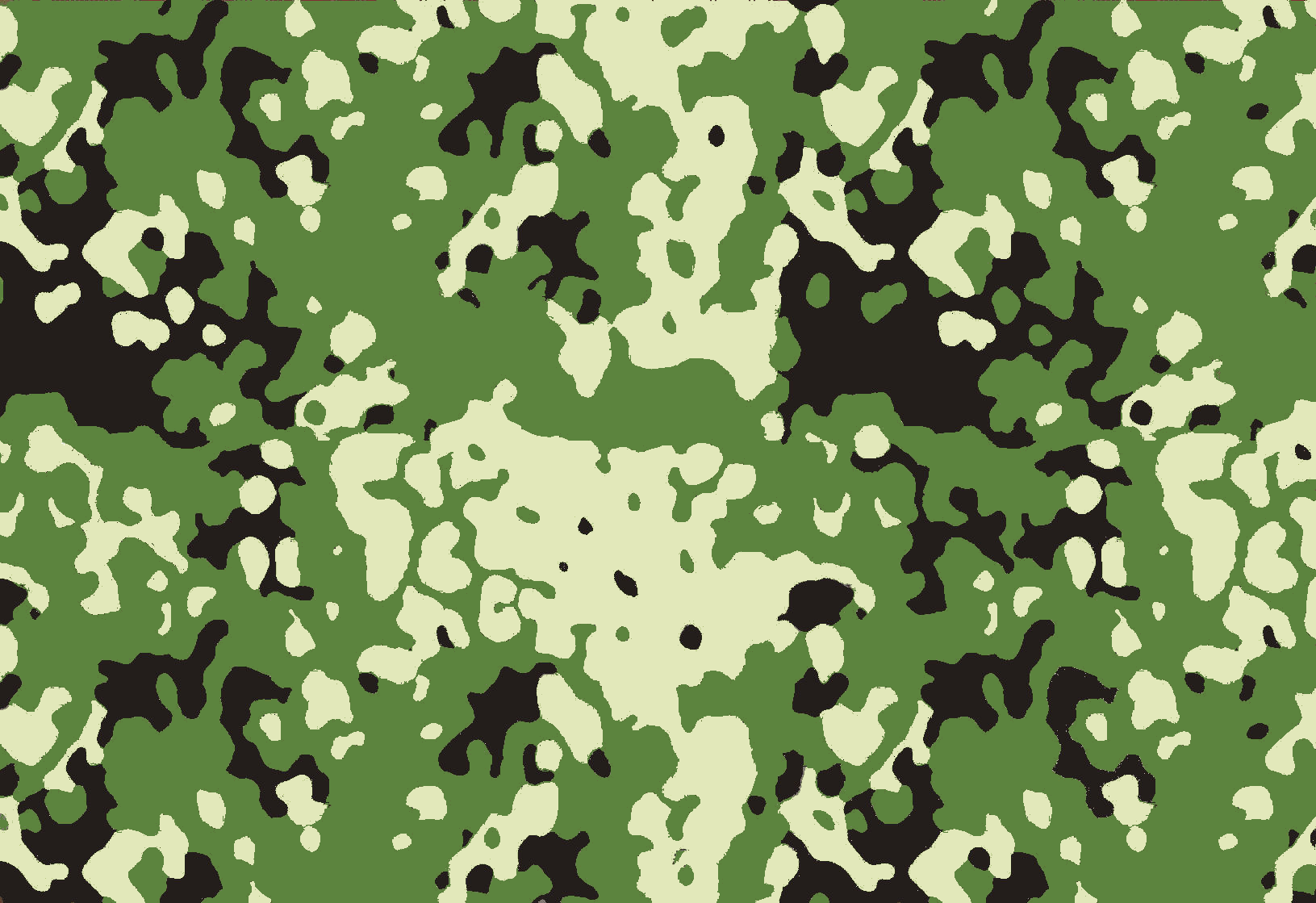
Russian Flectar-D
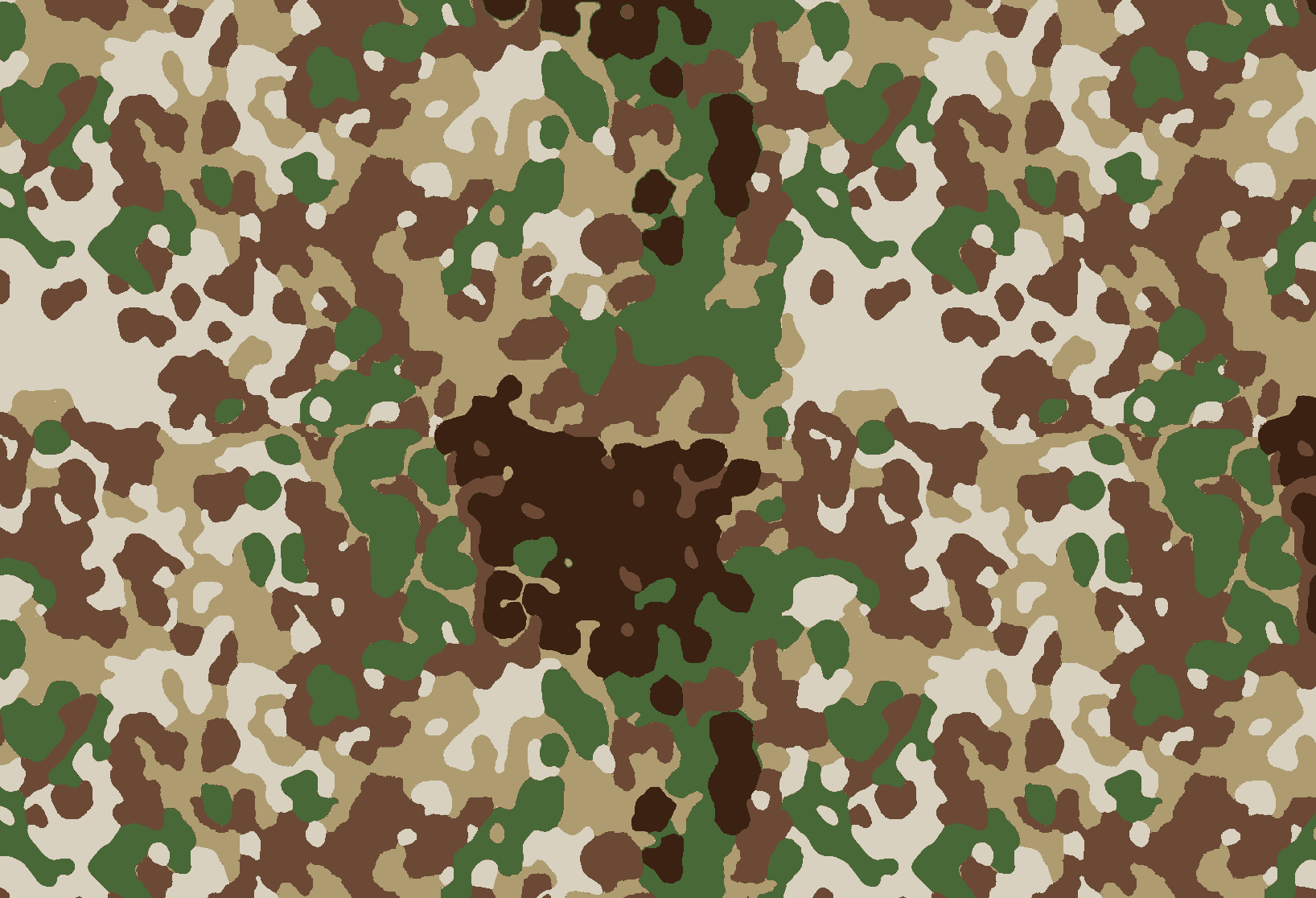
Commercial Arid Flecktarn
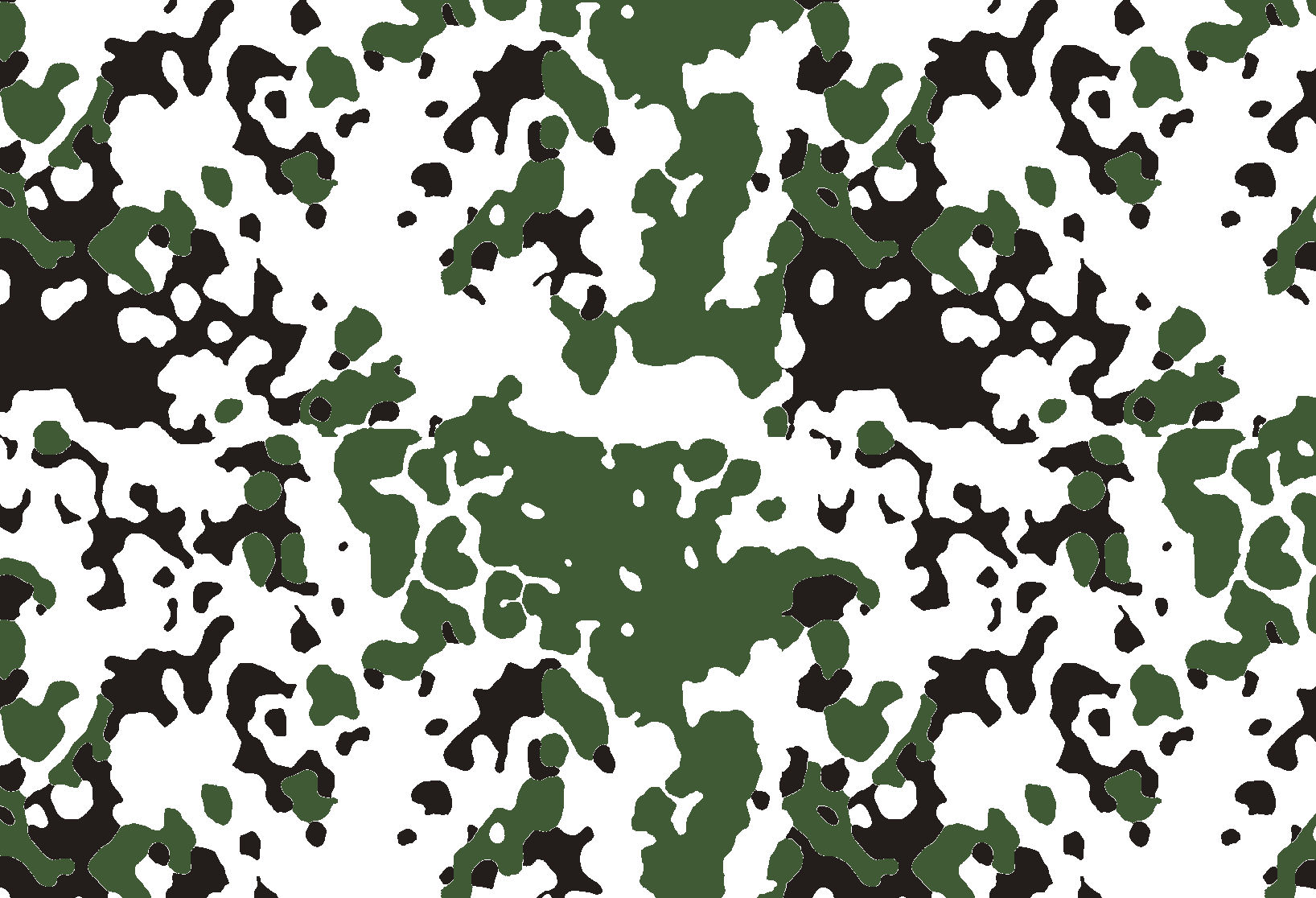
Commercial Schneetarn snow camouflage

## المستخدمين
- وصلة=|حدود  ألمانيا : تستخدم من قبل Bundeswehr.[4]
- وصلة=|حدود  أوكرانيا : تستخدم من قبل بعض القوات الأوكرانية بما في ذلك
  - فوج آزوف
  - كتيبة دونباس [5]
  - فيلق بوهدان [6]
  - كتيبة إيفانو فرانكيفسك [7]
  - فيلق خيرسون [8]
  - فيلق سيتشيسلاف [9]
  - كتيبة سكيف [10]
  - فيلق سومي [11]
  - كتيبة العاصفة [12]
  - فيلق تشيرنيهيف [13]
  - فوج دنيبرو -1 [14]
  - كتيبة ميكولايف [15]
  - كتيبة بولتافا [16]
  - فيلق فينيتسيا -2 [17]
  - كتيبة لوهانسك -1 [18]
  - كتيبة لفيف [19]
  - فرقة Myrotvorets [20]
  - فوج كييف [21]
  - فيلق لافندر [22]
  - كاركيف خاركيف [23]
  - فيلق الاعتداء الأولى [24]
  - اللواء 53 الآلي [25]

### الجهات الفاعلة من غير الدول
- Atomwaffen Division [26]